# Charlie Barnet

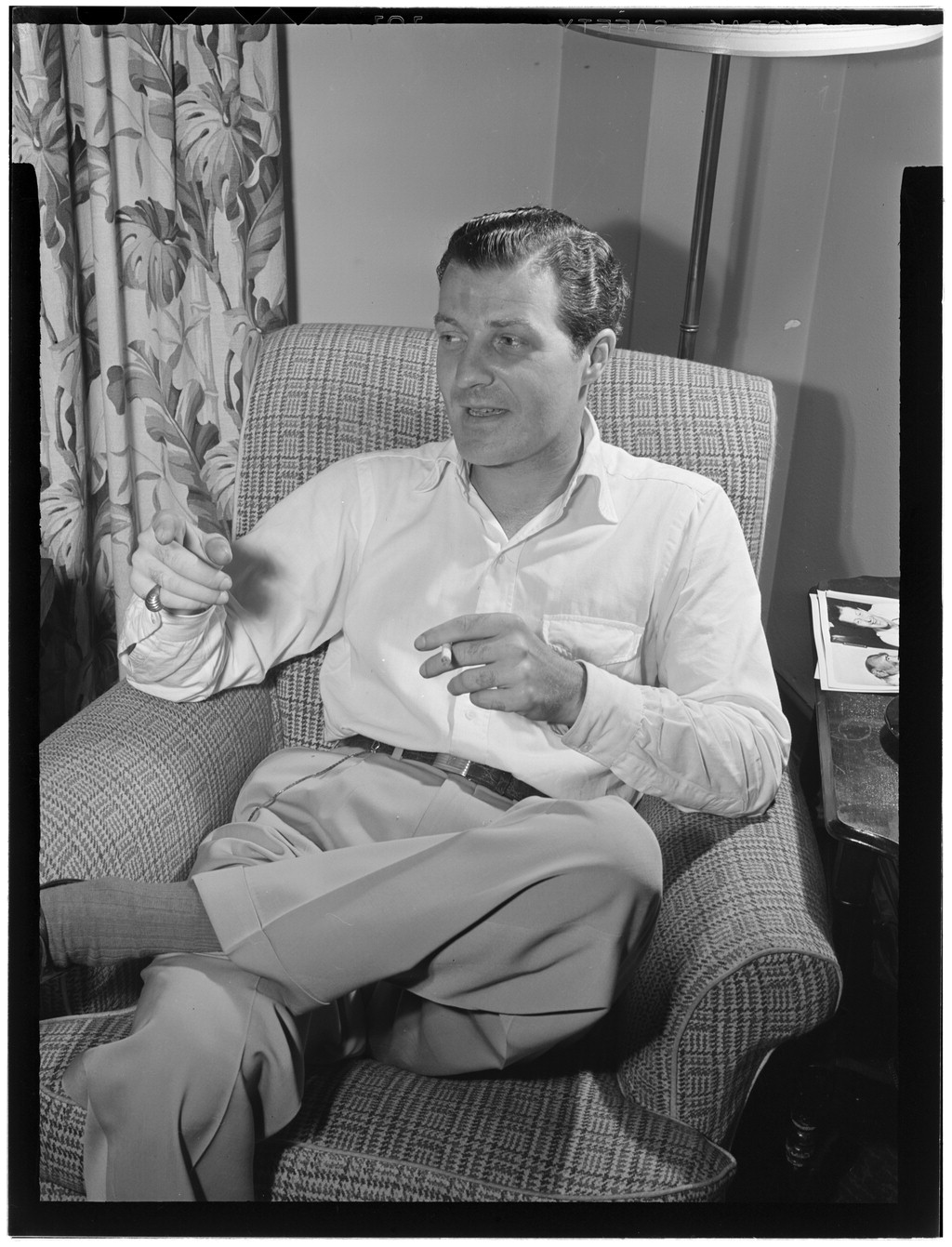
Charlie Barnet (1946), Fotografie von William P. Gottlieb

Charlie Barnet (eigentlich Charles Daly Barnet; * 26. Oktober 1913 in New York City; † 4. September 1991 in San Diego, Kalifornien) war ein amerikanischer Jazz-Saxophonist und Bandleader.

## Leben und Wirken
Barnet entstammte einem wohlhabenden Elternhaus; der Vater seiner Mutter, Charles Frederick Daly, war Banker und erster Vizepräsident der New York Central Railroad gewesen.
Die Eltern, Charline geb. Daly und Willard Barnet, ließen sich scheiden, als Charlie zwei Jahre alt war, und er wuchs danach bei seiner Mutter und seinen Großeltern auf.
Seine Familie wollte, dass er Klavier lernte; er wollte aber ein Schlagzeug haben. Mit zwölf Jahren bekam er ein C-Melody-Saxophon. Barnets Eltern hatten für ihn eine juristische Laufbahn vorgesehen; er ging stattdessen im Alter von sechzehn Jahren als Mitglied einer Band auf einen Transatlantik-Liner. In Jazzkreisen bekannt wurde er 1932 als Leiter einer kommerziellen Tanzband im Paramount Hotel in New York. 1933 stellte er seine erste bedeutende Band vor, in der einige später bedeutende Musiker spielten, Eddie Sauter und Tutti Camarata. In dieser Zeit fungierte Barnet auch als Sänger.
Als Solist wurde er ab 1934 in Aufnahmen des Red Norvo Octet bekannt, bei denen auch Teddy Wilson, Artie Shaw und andere mitwirkten (I Surrender Dear und The Night Is Blue). 1936, als er mit seiner Band im Glen Island Casino auftrat, arbeitete er auch mit der Vokalgruppe The Modernaires, die später mit Glenn Miller bekannt wurde. Im September 1936 gelang ihm mit dem Ensemble ein erster Charts-Erfolg mit Bye-Bye, Baby (#16); bei anschließenden Hit Sing, Baby, Sing (#6) übernahm Barnet selbst den Gesangspart, was nur gelegentlich geschah. Nach Did You Mean It? (#10), ebenfalls von ihm gesungen, kam Barnet erst wieder 1939 in die Hitparaden.
Wie Miller nahm Barnet fast ausschließlich für Bluebird Records auf. Barnet war ein ausgesprochener Bewunderer der Aufnahmen von Duke Ellington und spielte ab 1938 zahlreiche Ellington - Kompositionen aber auch Arrangements des Meisters ein, ohne diese jedoch zu kopieren, sondern ihn feinfühlig (mit einigem Humor) zu interpretieren. Dies erbrachte ihm u. a. Ellingtons Anerkennung und lebenslange Freundschaft ein, aber auch einen seiner eigenen Spitznamen, nämlich  "The White Duke". 1942 folgte der Wechsel zum amerikanischen Ableger von Decca Records; in die neuen R&B-Charts („Harlem Hit Parade“) gelangte er mit dem Ellington-Titel Things Ain't That What They Used to Be. In der zweiten Hälfte der 1940er Jahre erfolgten Aufnahmen für Apollo Records und ab 1949 Aufnahmen für Capitol Records. Sein letzter Hit gelang ihm mit seiner Version des derzeit populären Slim-Gaillard-Songs Cement Mixer (Put-Ti, Put-Ti) im Juni 1946.
Berühmt wurde Barnets Band 1939 mit seiner Version von Cherokee, einem populären Song von Ray Noble, den Billy May für Barnet arrangiert hatte und der zur neuen Erkennungsmelodie der Band wurde (zuvor war es "Make Believe Ballroom", welches 1936 mit den Modernaires für Bluebird eingespielt wurde). Im September/Oktober des gleichen Jahres hatte die Band ein Engagement im Palomar Ballroom in Los Angeles, als ein Brand (am 2. Oktober) ihr gesamtes Instrumentarium, Noten, Garderobe und den Ballroom vernichtete. In der Folge half Count Basie mit der Überlassung von Notenblättern und Arrangements an Barnet aus. Charlie arbeitete mit zahlreichen Sängern und Sängerinnen, wie etwa Bob Carroll, Harry von Zell, Mary Ann McCall, Frances Wayne, Fran Warren, Dave Lambert, Kay Starr und Buddy Stewart und spielte 1941 mehrere Aufnahmen mit Lena Horne ein. In seiner Band traten damals Al Killian, Peanuts Holland, Oscar Pettiford, Neal Hefti, Barney Kessel, Buddy DeFranco, Trummy Young und Dodo Marmarosa auf; als Arrangeure arbeitete der Pianist Ralph Burns. 1944 wirkte er in dem Musicalfilm Music in Manhattan mit.
1947 wechselte er stilistisch zum Bebop und trat mit Künstlern wie Doc Severinsen, Clark Terry und Maynard Ferguson auf. In den 1950er Jahren zog sich Barnet aus dem professionellen Musikgeschäft zurück und übersiedelte an die Westküste nach Palm Springs. Er leitete nur noch gelegentlich eine eigene Band. Mitte der 1960er Jahre leitete er kurz eine Bigband, die extra für ein zweiwöchiges Kurzengagement im Basin’ Street East in New York organisiert worden war. Seine letzte Aufnahme erschien 1966.

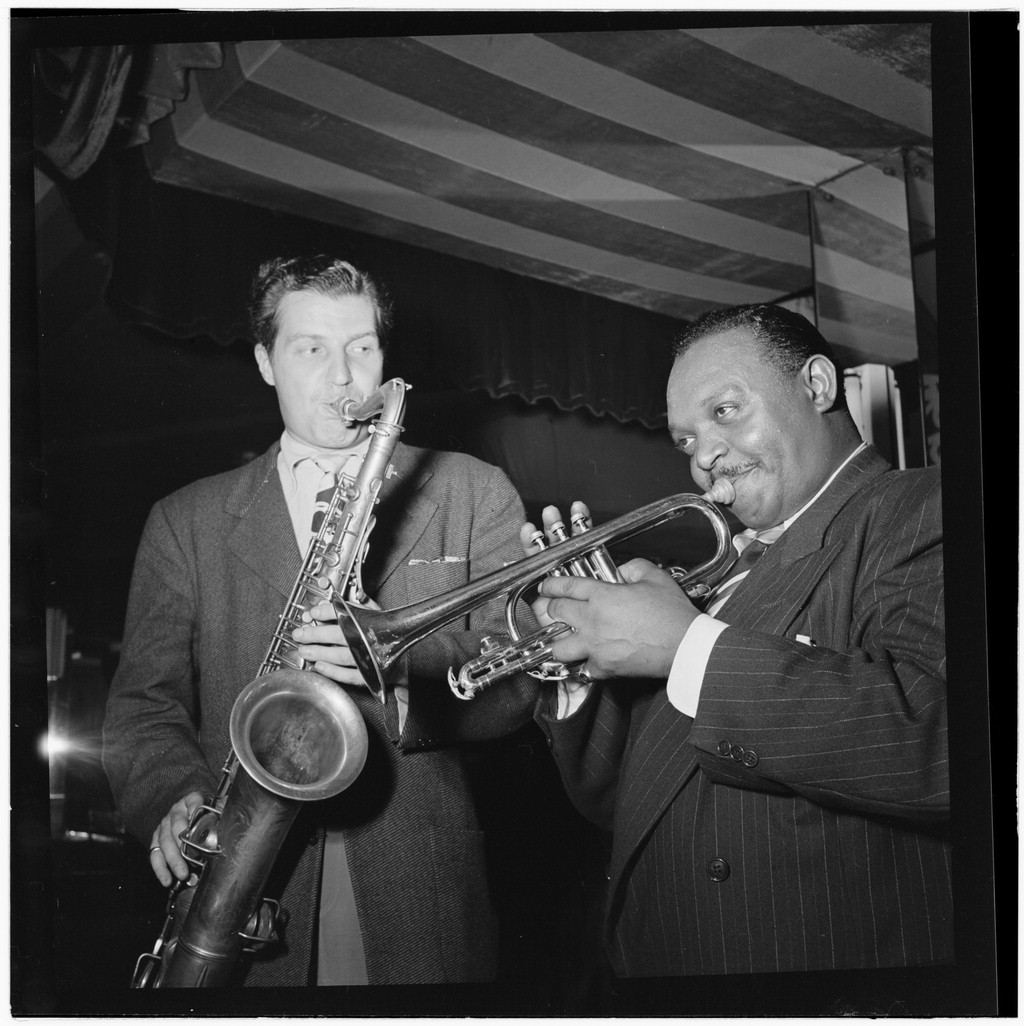
Rex Stewart (rechts) und Charlie Barnet, Aquarium, New York City, ca. August 1946
Fotografie von William P. Gottlieb

## Diskographische Hinweise
- Seine Plattenaufnahmen von 1933 bis 1940 erschienen bei Classics
- The Transcription Performances (Hep, 1941) mit Lena Horne
- The Capitol Big band Sessions (Capitol, 1948–50) mit Doc Severinsen, Rolf Ericson, Maynard Ferguson, Herbie Harper, Bud Shank, Dick Hafer, Bill Holman, Manny Albam, Claude Williamson, Danny Bank, Donn Trenner, Eddie Safranski